# Калчераника ал Лаго
Калчера̀ника ал Ла̀го (на италиански: Calceranica al Lago; на ладински: Calzeranega, Калцеранега) е село и община в Северна Италия, автономна провинция Тренто, автономен регион Трентино-Южен Тирол. Разположено е на 465 m надморска височина. Населението на общината е 1352 души (към 2018 г.).